# Presa di Algeri (1516)
La presa di Algeri del 1516 fu una missione eseguita dai fratelli Aruj e Khayr al-Din Barbarossa contro Sālim al-Tūmī, governatore della città di Algeri.

## Antefatto
Nel 1510, gli spagnoli si erano stabiliti su una piccola isola proprio di fronte alla città di Algeri ed avevano costretto il governatore locale Sālim al-Tūmī (Selim-bin-Teumi) ad accettare la loro presenza con un trattato e la paga anche di un tributo. Le fortificazioni costruite sull'isoletta giunsero ad ospitare una guarnigione di 200 uomini. Sālim al-Tūmī dovette inoltre portarsi in Spagna per rendere omaggio e obbedienza a Ferdinando d'Aragona.

## La presa di Algeri
Nel 1516, l'emiro di Algeri, Sālim al-Tūmī, desideroso di liberarsi della scomoda presenza spagnola che minacciava continuamente la sua città, invitò i fratelli corsari Aruj e Khayr al-Din Barbarossa ad espellere i nemici dal suo territorio. Aruj, con l'aiuto di truppe ottomane, si portò ad Algeri ed ordinò l'assassinio di Sālim perché aveva scoperto che questi stava cospirando con gli spagnoli contro gli stessi pirati dal momento che aveva realizzato che il dominio ottomano poteva essere ancora più opprimente per la sua condizione. I mori locali fecero una notevole accoglienza a Aruj.
I pirati e gli ottomani si dedicarono quindi alla conquista della città che avvenne in pochi giorni.

## Conseguenze
Gli spagnoli reagirono alla conquista della città di Algeri inviando contro gli ottomani una spedizione per riconquistare la città agli ottomani, dapprima nel 1516 sotto il comando di Don Diego de Vera, e poi nel 1519 sotto la guida di Don Ugo de Moncada, ma entrambe le spedizioni si rivelarono in un fallimento.
Khayr al-Din succedette al comando delle forze in città dopo che suo fratello Aruj rimase ucciso in uno scontro con gli spagnoli durante la Caduta di Tlemcen (1517). La presa di Algeri del 1516 fu possibile col supporto delle truppe di Selim I che fu però discontinuo sino alla sua morte nel 1520, causando al Barbarossa la perdita della città a favore del locale capo kabyle nel 1524, ed il suo ritiro nel suo feudo di Djidjelli.